# Rhinolophus fumigatus
Rhinolophus fumigatus är en fladdermusart som beskrevs av Eduard Rüppell 1842. Rhinolophus fumigatus ingår i släktet Rhinolophus och familjen hästskonäsor. IUCN kategoriserar arten globalt som livskraftig. Inga underarter finns listade i Catalogue of Life. Wilson & Reeder (2005) skiljer mellan 6 underarter.
Denna fladdermus förekommer i stora delar av Afrika söder om Sahara. Den saknas i Kongobäckenet och i nästan hela Sydafrika. Arten lever i mera torra skogar och i savanner som kan vara torr eller fuktiga. Rhinolophus fumigatus vilar vanligen i grottor och bildar där kolonier.